# Nicolas Rabuel
Nicolas Rabuel (Bourg-en-Bresse, 15 januari 1978) is een Franse voetballer (verdediger) die sinds 2007 voor de Franse tweedeklasser US Boulogne uitkomt. Eerder speelde hij in lagere reeksen, onder andere voor FC Rouen en Nîmes Olympique.